# Rachel Nichols (diễn viên)
Rachel Emily Nichols (sinh ngày 8/1/1980 tại Augusta, Maine) là một diễn viên, người mẫu. Cô nổi tiếng bởi CIA, Rachel Gibson, Alias, Dumb & Dumberer: When Harry Met Lloyd, The Amityville Horror, The Woods, Star Trek, và gần đây nhất là G.I. Joe: The Rise of Cobra.

## Tiểu sử
Thuở nhỏ, Rachel theo nghiệp thể thao với các giải thưởng bơi lội và lướt sóng. Rachel được biết đến như là người con gài của thể thao với làn da rám nắng, cằm thô và cánh tay thật dài.
Khi vào học đại học, cô quyết định theo đuổi sự nghiệp người mẫu. Năm 2000, nhờ khuôn mặt khả ái, quyến rũ trên sàn diễn thời trang, Rachel đã tự mang đến cho mình cơ hội được xuất hiện trên màn bạc bên cạnh các ngôi sao nổi tiếng. Bộ phim đầu tiên cô tham gia có tên Mùa thu ở New York, diễn cùng Winona Ryder và Richard Gere.
Hai năm sau, Rachel được mời tham gia bộ phim truyền hình Sex and The City với vai diễn một nữ tiếp viên quyến rũ và mối tình tay ba éo le. Phim được phát trên kênh HBO.
Năm 2003, Rachel thành công vượt trội với bộ phim hài Dumb and Dummer, sang năm 2005, Rachel tham gia đóng bộ phim truyền hình Đặc vụ nội gián, bộ phim đã thu hút được số lượng khán giả rất lớn lúc bấy giờ .
Năm 2009, Trong bộ phim bom tấn G.I. Joe: The Rise of Cobra, cô vào vai Scarlett-một nhân vật nữ xinh đẹp với trí thông minh tuyệt đỉnh, tốt nghiệp đại học khi chỉ mới 12 tuổi!?.

## Phim tham gia
| Năm       | Tên                                      | Vai diễn                    | Notes                      |
| --------- | ---------------------------------------- | --------------------------- | -------------------------- |
| 2000      | Autumn in New York                       | Model at Bar                |                            |
| 2002      | Sex and the City                         | Alexa                       | Phim truyền hình nhiều tập |
| 2003      | Dumb & Dumberer: When Harry Met Lloyd    | Jessica                     |                            |
| 2004      | Debating Robert Lee                      | Trilby Moffat               |                            |
| 2004      | A Funny Thing Happened at the Quick Mart | Jennifer                    |                            |
| 2004      | Line of Fire                             | Alex Myer                   | Phim truyền hình nhiều tập |
| 2005      | The Amityville Horror                    | Lisa                        |                            |
| 2005      | Mr. Dramatic                             | Girl at bar                 |                            |
| 2005      | The Inside                               | Special Agent Rebecca Locke | Phim truyền hình nhiều tập |
| 2005      | Shopgirl                                 | Trey's girlfriend           |                            |
| 2005–2006 | Alias (17 episodes)                      | Rachel Gibson               | Phim truyền hình nhiều tập |
| 2006      | The Woods                                | Samantha Wise               |                            |
| 2007      | Them                                     | Donna Shaw                  | Phim truyền hình nhiều tập |
| 2007      | Resurrecting the Champ                   | Polly                       |                            |
| 2007      | P2                                       | Angela Bridges              |                            |
| 2007      | Charlie Wilson's War                     | Suzanne                     |                            |
| 2008      | The Sisterhood of the Traveling Pants 2  | Julia                       |                            |
| 2009      | Star Trek                                | Gaila                       |                            |
| 2009      | U.S. Attorney                            | Eve Chase                   | Phim truyền hình nhiều tập |
| 2009      | G.I. Joe: The Rise of Cobra              | Scarlett                    | phim chiếu rạp             |
| 2009      | For Sale by Owner                        | Anna Farrier                |                            |
| 2010      | Meskada                                  | Leslie Spencer              |                            |